# كارل شتاميتز
كارل شتاميتز (بالألمانية: Carl Stamitz)‏ (و. 1745 – 1801 م) كان مؤلفًا ألمانيًا من أصل تشيكي جزئي. كان أبرز ممثل للجيل الثاني لمدرسة مانهايم.
كان الابن الأكبر ليوهان ستاميتز، عازف كمان ومؤلف عاش في أوائل الفترة الكلاسيكية. وُلد في مانهايم، وتلقى دروسًا من والده وكريستيان كانابيتش، خليفة والده كقائد لأوركسترا مانهايم.
عندما كان شابًا، عمل ستاميتز كعازف كمان في أوركسترا مانهايم. في عام 1770، بدأ السفر كفنان مبدع، إذ قبل عقودًا قصيرة الأجل، لكنه لم ينجح أبدًا في الحصول على منصب دائم. زار عددًا من المدن الأوروبية، وعاش لفترة في ستراسبورغ ولندن. في عام 1794، توقف عن السفر وانتقل مع عائلته إلى جينا في وسط ألمانيا، لكن ظروفه تدهورت وغرق في الديون وأصبح فقيرًا، وتوفي عام 1801. عُثر على أوراق تخصه عن الخيمياء بعد وفاته.
كتب ستاميتز سيمفونيات وسيمفونيات كونسيرتانت وكونشيرتوات للكلارينيت والتشيلو والفلوت والأوبوا والباسون وبوق الباست والكمان والفيولا وفيولا دامور ومجموعات مختلفة من بعض هذه الآلات الموسيقية. تحظى بعض من كونشيرتوات الكلارينيت والفيولا الخاصة به بإعجاب خاص. كما كتب ثنائيات وثلاثيات ورباعيات. فقدت أوبرا دير فيرليبت فورموند دردانوس الخاصتين به. من ناحية الأسلوب، تشبه موسيقاه موسيقى موزارت أو هايدن وتتميز بألحان جذابة، على الرغم من أن مؤلفاته للآلات المنفردة ليست رائعة جدًا. تتبع الحركات الافتتاحية لأعماله الأوركسترالية، والتي كُتبت في إطار قالب السوناتا، بشكل عام حركات وسطى معبرة وغنائية وحركات نهائية على نمط روندو.

## السيرة الشخصية

### بداية حياته
كان كارل ستاميتز الابن الأكبر ليوهان ستاميتز، عازف كمان ومؤلف عاش أوائل العصر الكلاسيكي. كقائد لها، قام يوهان ستاميتز بتدريب أوركسترا البلاط في قصر مانهايم على الانضباط والدقة، ما إنتاج أداءً دقيقًا ذي نطاق ديناميكي كبير.
وُلد كارل في مدينة مانهايم في عصر سبب «نقرس مانهايم» ضجة كبيرة في أوروبا. تلقى دروسه الأولى في العزف على الكمان والتأليف من والده. بعد وفاة والده عام 1757، تلقى تعليمه على يد كريستيان كانابيتش (1731-1798)، الذي خلف والده كقائد للحفلات الموسيقية وأوركسترا مانهايم. لعب كل من مدير الموسيقى لإيجناز هولزباور (1711-1798)، ومؤلف البلاط فرانز زافير ريختر (1709-1789) دورًا في تعليم الصبي.

### حياته المهنية المبكرة
عندما كان في السابعة عشرة من عمره، كان ستاميتز يعمل عازف كمان في أوركسترا البلاط. في عام 1770، استقال من منصبه وبدأ السفر. بصفته عازفًا موهوبًا على الكمان والفيولا الفيولا دامور، غالبًا ما قبل ستاميتز عقودًا قصيرة الأجل، لكنه لم ينجح أبدًا في الحصول على منصب دائم عند أحد الأمراء الأوروبيين أو في إحدى فرق الأوركسترا في عصره.
في عام 1770 ذهب إلى باريس، حيث تعاقد مع لويس، دوق نويل، الذي جعله مؤلف بلاطه. كما ظهر في الحفلات الروحانية، أحيانًا مع شقيقه أنطون، الذي ربما جاء إلى باريس معه. بعد استقراره في باريس، أقام حفلات موسيقية متكررة في عدد من المدن الألمانية: في 12 أبريل 1773، ظهر في فرانكفورت؛ وظهر بعد عام في اوغسبورغ، وفي عام 1775، وصل العاصمة الروسية سانت بطرسبرغ. في عام 1777، أقام لفترة في ستراسبورغ حيث كان فرانز زافير ريختر مدير الموسيقى. خلال عامي 1777 و1778، حقق ناجحًا في لندن، مثله مثل العديد من الموسيقيين النمساويين الألمان، مثل كارل فريدريش أبيل وجاي سي باخ وهايدن خلال سنواته الأخيرة. ربما تمكن من الإقامة في لندن نتيجة علاقته بتوماس إرسكين، إيرل كيلي (1753-1781)، الذي تلقى دروسًا من والد كارل يوهان خلال جولة عبر القارة. بين عامي 1782 و1783، أقام ستاميتز حفلات موسيقية في لاهاي وأمستردام. في عام 1785، عاد إلى ألمانيا ليشارك في حفلات موسيقية في هامبورغ ولوبيك وبراونشفايغ وماغديبورغ ولايبزيغ. في أبريل 1786، شق طريقه إلى برلين، حيث شارك في 19 مايو في نفس العام في أداء مقطوعة المسيح الخاصة بهاندل، تحت قيادة يوهان آدم هيلر.

## روابط خارجية
- كارل شتاميتز على موقع الموسوعة البريطانية (الإنجليزية)
- كارل شتاميتز على موقع ميوزك برينز (الإنجليزية)
- كارل شتاميتز على موقع أول ميوزيك (الإنجليزية)
- كارل شتاميتز على موقع ديسكوغز (الإنجليزية)